# Macrosteles borealis
Macrosteles borealis är en insektsart som beskrevs av Jean Dorst 1931. Macrosteles borealis ingår i släktet Macrosteles och familjen dvärgstritar. Inga underarter finns listade i Catalogue of Life.